# عائلة أستور
عائلة أستور هي عائلة معروفة لشهرتها في مجال الأعمال التجارية، والمجتمع، والسياسة في الولايات المتحدة والمملكة المتحدة خلال القرنين التاسع عشر والعشرين. تعود أصل عائلة أستور إلى أصل ألماني وينتمي أعضاء الأسرة إلى الكنيسة الأسقفية الأمريكية، مؤسس الأسرة كان جون جاكوب أستور والذي كان قطبًا من أقطاب الأعمال وتاجرًا ومستثمرًا أمريكيًا من أصل ألماني. ويعتبر أول عضو بارز في عائلة أستور، وأول مليونير فائق الثروة في الولايات المتحدة. وهو منشئ أول اتحاد احتكاري في أمريكا.